# MUTE
A MUTE Network, röviden MUTE-Net egy peer-to-peer fájlcserélő rendszer. A MUTE kliens egy nyílt forráskód szoftver, amely GNU GPL alatt érhető el, és támogatja a Linux, Mac OS X és Windows operációs rendszereket.
Ellentétben a viszonylag népszerű Freenet és anonymous P2P hálózatokkal, a Mute beépített keresőfunkciója hasonlít a klasszikus peer-to-peer alkalmazásokéhoz.

## A MUTE története
A MUTE-ot Jason Rohrer fejlesztette C++ programozási nyelven felhasználva egy hangya kolónia optimalizálás (ant colony optimization) algoritmust.
A MUTE hálózatot használja az eredeti programból továbbfejlesztett Kommute program is. Ez egy keresztplatformos alkalmazás, amelyet eredetileg a KDE felülethez készítettek el. Teljes mértékben kompatibilis az eredeti programmal. 

## Lásd még
- Ant colony optimization (angolul)
- Anonymous P2P
- Freenet
- GNUnet
- I2P
- Free Haven
- Mnet
- Mojo Nation
- Publius
- Tangler
- StealthNet

## Külső hivatkozások
- A Mute hivatalos honlapja
- A Mute SourceForge weboldala
- Mute Wiki és FAQ-k Archiválva 2004. augusztus 5-i dátummal a Wayback Machine-ben
- Mute levelezőlista
- A rendszer működése
- A Kommute hivatalos honlapja